# Nāḩiyat Kinnsibbā
Nāḩiyat Kinnsibbā (arabiska: ناحية كنّسبّا) är ett subdistrikt i Syrien.   Det ligger i provinsen Latakia, i den västra delen av landet, 250 km norr om huvudstaden Damaskus.
Trakten runt Nāḩiyat Kinnsibbā består till största delen av jordbruksmark. Runt Nāḩiyat Kinnsibbā är det tätbefolkat, med 493 invånare per kvadratkilometer.